# Boudofo
Boudofo är ett departement i Mali.   Det ligger i regionen Kayes, i den sydvästra delen av landet, 170 km väster om huvudstaden Bamako.